# Włodzimierz Podhorski

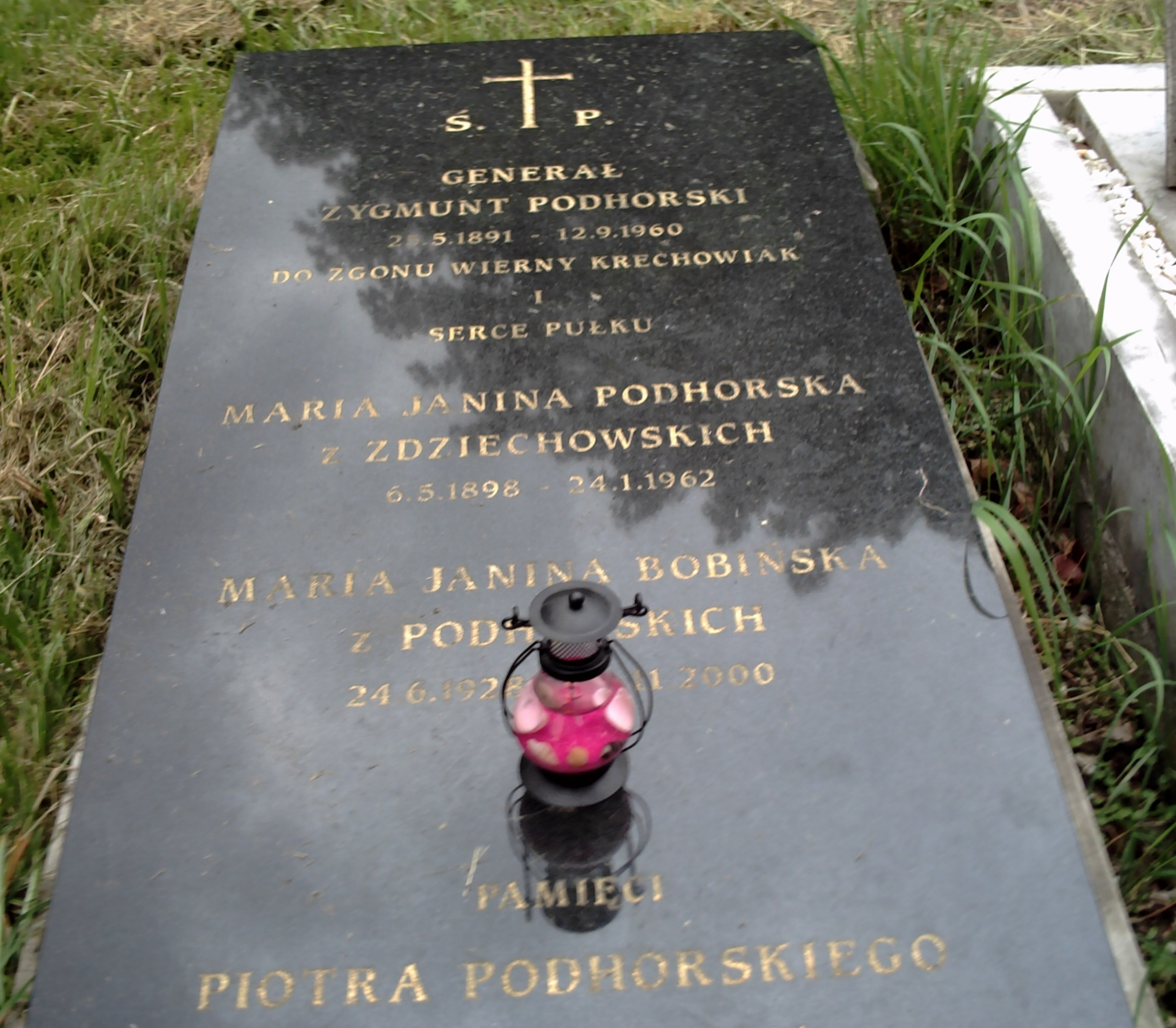
Grób rodziny Podhorskich

Włodzimierz Zygmunt Benedykt Piotr Podhorski (ur. 22 lutego 1884 w majątku rodzinnym Konele, w pow. lipowieckim, w guberni kijowskiej, zm. 30 lipca 1941 w Warszawie) – inżynier, pułkownik kawalerii Wojska Polskiego, kawaler Orderu Virtuti Militari.

## Życiorys
Był synem Piotra, właściciela ziemskiego, i Klementyny z Lipkowskich oraz starszym bratem Wacława (1885–1966) i Zygmunta (1891–1960), generała brygady.
W 1903 ukończył szkołę średnią im. św. Pawła w Odessie. Studiował na Uniwersytecie Jagiellońskim (1904-1907). Odbył jednoroczną służbę wojskową w 26 pułku dragonów w Białej Cerkwi. Następnie, jako chorąży rezerwy, powoływany był na ćwiczenia w 9 Kazańskim pułku dragonów (9 Dywizja Kawalerii) w Żytomierzu i 11 Ryskim pułku dragonów (11 DK) w Krzemieńcu. W czasie I wojny światowej służył w 9 Korpusie armii rosyjskiej i w sztabie I Korpusu Polskiego.
1 maja 1919 został adiutantem I Brygady Jazdy Wielkopolskiej. W kwietniu 1920 został zastępcą dowódcy 17 pułku ułanów Wielkopolskich. Od 4 września do 10 października 1920 oraz od 15 lipca 1921 pełnił obowiązki dowódcy 17 p.uł. 15 maja 1929 powołany został na członka Oficerskiego Trybunału Orzekającego przy Biurze Personalnym Ministerstwa Spraw Wojskowych. Z dniem 30 kwietnia 1933 przeniesiony został w stan spoczynku.
W czasie kampanii wrześniowej dostał się do niemieckiej niewoli. Był jeńcem Oflagu VII A w Murnau.
Po przewiezieniu z transportem chorych, zmarł w szpitalu Ujazdowskim w Warszawie, został pochowany na cmentarzu wojskowym na Powązkach.
Włodzimierz był żonaty z Marią z Rusieckich (1888–1976), z którą miał troje dzieci: Romana (ur. 5 stycznia 1914), porucznika 17 Pułku Ułanów Wielkopolskich, Piotra (ur. 1916, absolwenta Wyższej Szkoły Budowy Maszyn w Poznaniu) i Stanisławę (1919–2008).

## Awanse
- chorąży – 1904[2]
- porucznik – 23 maja 1919[2]
- rotmistrz – 1919[2]
- major – 29 lipca 1920
- podpułkownik – 1922 zweryfikowany ze starszeństwem z dniem 1 czerwca 1919 (w 1924 zajmował 39 lokatę w korpusie oficerów kawalerii)
- pułkownik – 16 marca 1927 ze starszeństwem z dniem 1 stycznia 1927 i 3. lokatą w korpusie oficerów kawalerii

## Ordery i odznaczenia
- Krzyż Srebrny Orderu Wojskowego Virtuti Militari – nr 4060 (1921)[2][8]
- Złoty Krzyż Zasługi (1938)[9]
- Medal Pamiątkowy za Wojnę 1918–1921
- Medal Dziesięciolecia Odzyskanej Niepodległości
- Medal międzysojuszniczy „Médaille Interalliée”